# Batyrosaurus
Batyrosaurus byl rod hadrosauroidního dinosaura, který žil asi před 85 miliony let (v období svrchní křídy, stupně santon - kampán) na území dnešního středního Kazachstánu (souvrství Bostobinskaja). Jediným známým druhem je B. rozhdestvenskyi, popsaný kolektivem paleontologů v roce 2012. Tento rod je zřejmě blízce příbuzný rodu Arstanosaurus, jež byl objeven ve stejném souvrství. Existuje hypotéza, že se ve skutečnosti jedná o stejný taxon.